# 約瑟·斐亭·斯密
小約瑟·斐亭·斯密（英語：Joseph Fielding Smith Jr.，1876年7月19日—1972年7月2日），舊譯斯密·斐亭·約瑟，為美國宗教領袖與作家，曾擔任耶穌基督後期聖徒教會第10任總會會長，是教會第六任總會會長約瑟·F·斯密之子，也是教會首任總會會長約瑟·斯密的侄孫。他的女婿是十二使徒布司·麥康基。
約瑟·斐亭·斯密於1899年至1901年間在英國傳教，返鄉後在教會的史記員辦公室任職，後續擔任教會史記員助理與教會史記員近50年，也曾擔任過教會家譜學會主席、教會出版委員會主席，負責監督教會課本與書刊的出版。1908年，妻子露伊死於第三次懷孕的併發症，同年，約瑟·斐亭·斯密再婚史記員辦公室文書愛賽兒。1910年，約瑟·斐亭·斯密被召喚為使徒，並非正式地擔任其父親，即總會會長約瑟·F·斯密的秘書，協助抄寫記錄父親的異象為《教義和聖約》第138篇。1937年，其妻子愛賽兒去世，隔年與在聖殿廣場大會堂唱詩班結識的潔西結婚。1939年，約瑟·斐亭·斯密被指派巡訪歐洲各傳道部，並監管第二次世界大戰前傳教士的撤離。
在約瑟·斐亭·斯密繼任為教會總會會長後，他將教會在全世界的組織按照地理位置分為許多不同區域，並更進一步規劃教會的雜誌等出版物。自從擔任使徒後，約瑟·斐亭·斯密陸續寫作了25本以上的書籍，並持續在教會雜誌與報紙上撰寫專欄，也曾就自己的論點撰寫對於進化論的詮釋，但未被教會官方所採納。